# Argentina en los Juegos Olímpicos de París 2024
La participación de Argentina en los Juegos Olímpicos de París 2024, programada entre 26 de julio y el 11 de agosto de 2024, fue la vigésima tercera presentación oficial organizada por el Comité Olímpico Argentino y las federaciones deportivas nacionales de cada deporte con actuación en los mismos. 
La delegación quedó integrada por 136 deportistas, de los cuales 103 fueron hombres (75.73%) y 33 fueron mujeres (24.26%), con participación en 23 deportes. Fue la delegación con menor cantidad total de atletas y menor porcentaje de mujeres desde Barcelona 1992, contrastando con el hecho de que París 2024 fueron los primeros juegos olímpicos de la historia en alcanzar la paridad de género.
La jugadora de hockey sobre césped Rocío Sánchez Moccia y el voleibolista Luciano De Cecco fueron los abanderados en la ceremonia de apertura. El ciclista José Torres Gil y la regatista Eugenia Bosco fueron los abanderados para la clausura.
La delegación olímpica obtuvo tres medallas: una de oro, una de plata y una de bronce. También obtuvo 6 diplomas olímpicos (puestos premiados). Obtuvieron medalla 19 deportistas de la delegación (13,9%) y otros 49 obtuvieron diploma olímpico (36,02%). De los 19 medallistas, 17 fueron mujeres; de los 49 deportistas con diploma, todos fueron varones. 
Ordenadas por el valor de la medalla, Argentina ocupó la posición n.º 52 entre 206 países. En América Latina y el Caribe, resultó quinta después de Brasil (20.º) Cuba (32.º), Jamaica (44.º) y Ecuador (49.º).
El ciclismo BMX se destacó con una medalla de oro, mientras que la vela con una medalla de plata y el hockey sobre césped con una de bronce y un diploma, se afianzaron como los dos deportes más exitosos de los últimos treinta años del olimpismo argentino.
Por cantidad de medallas obtenidas en las 23 presentaciones olímpicas oficiales del país, la actuación se encuentra levemente por debajo del promedio histórico (3,47 medallas por Juego), en tanto que la cantidad de deportistas laureados con medallas y diplomas fue de 68, representando el 50% de la delegación.

## Medalla de oro y récord olímpico en ciclismo BMX

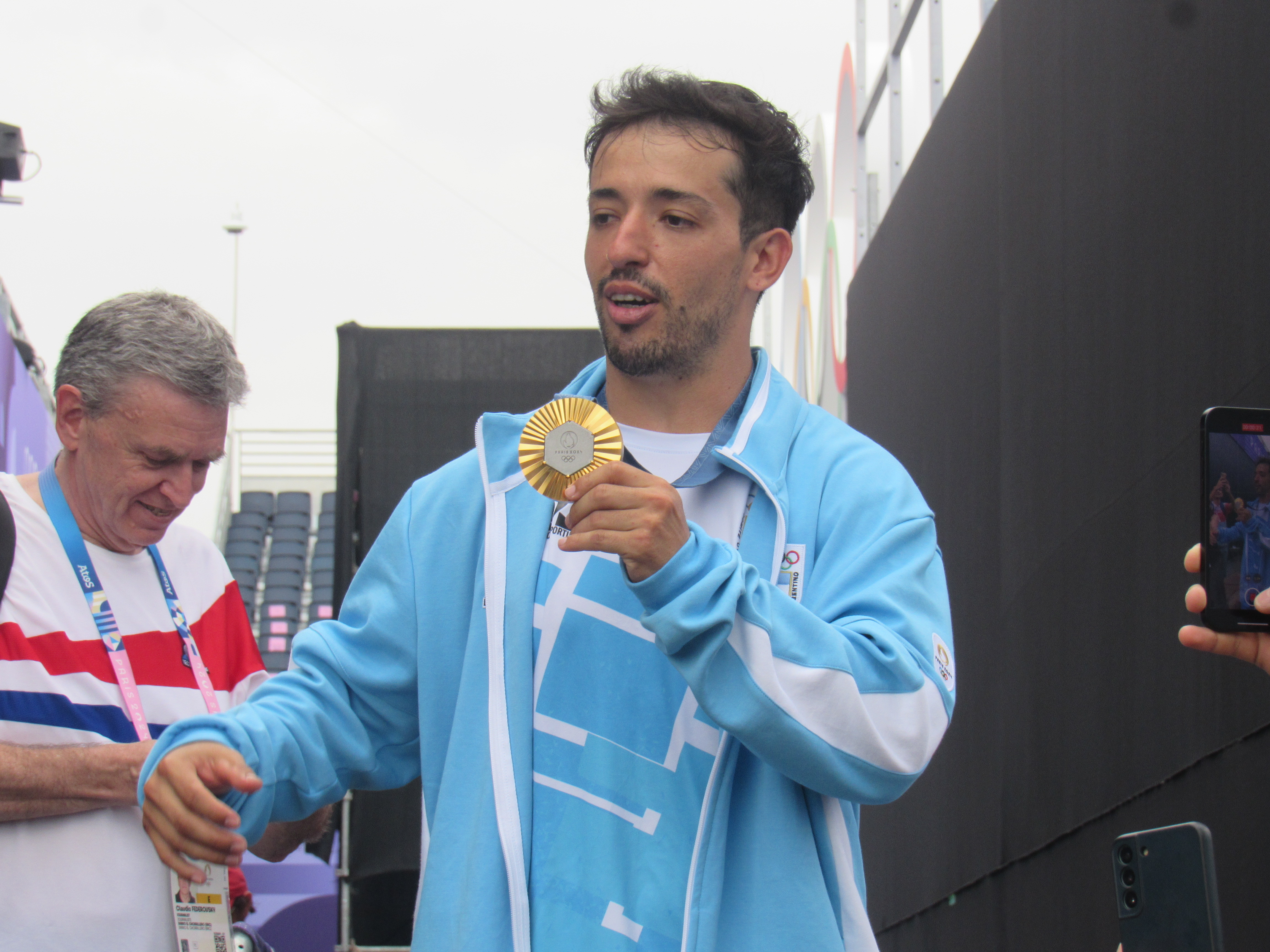
José "Maligno" Torres con la medalla de oro en ciclismo BMX parque estilo libre.

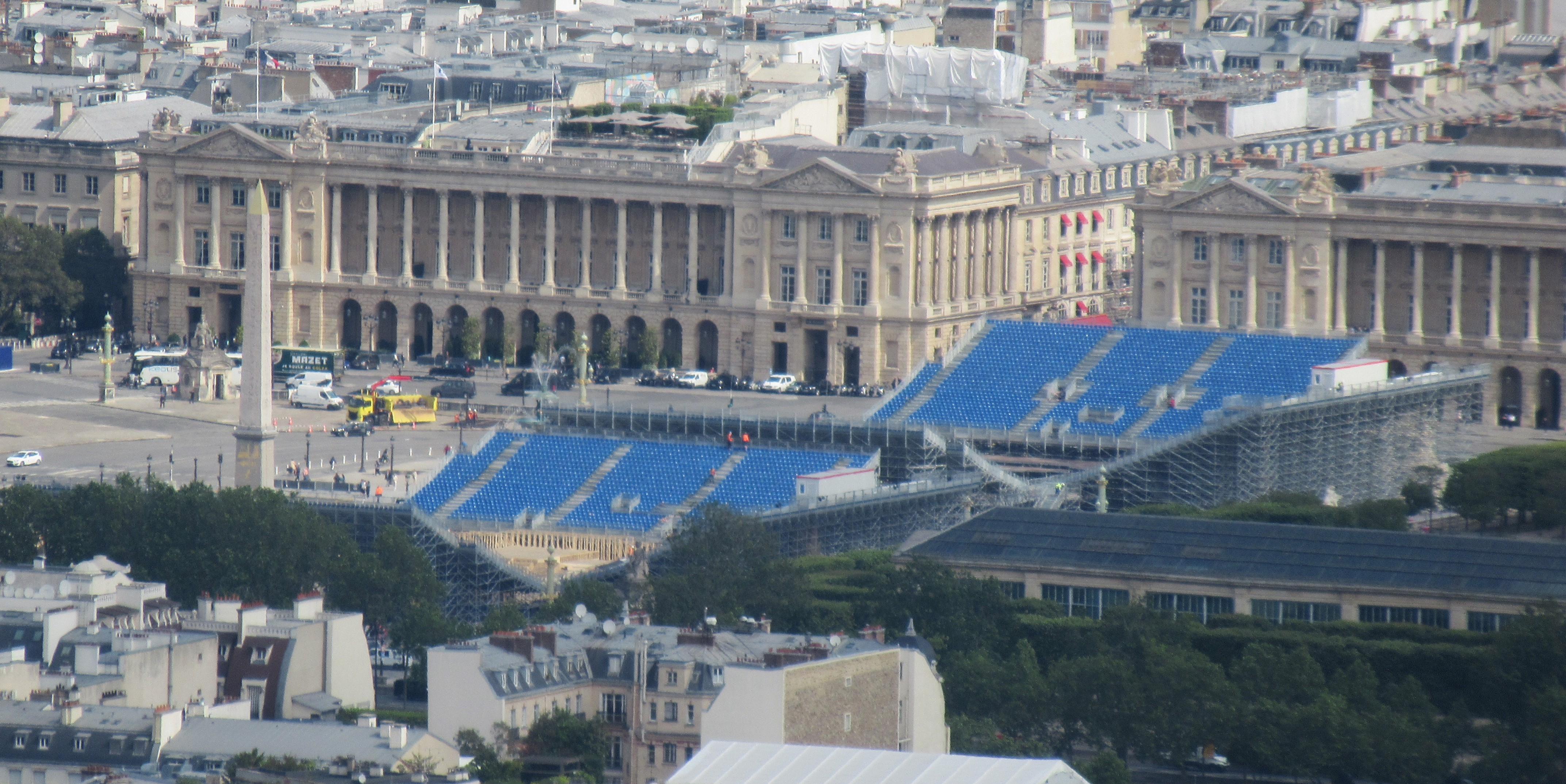
Los dos parques instalados en Place de la Concorde para los Juegos Olímpicos 2024. En uno de ellos se realizaron las competencias de ciclismo BMX park freestyle.

El 31 de julio José "Maligno" Torres ganó la medalla de oro al sumar 94.82 puntos y lograr récord olímpico, en la final de la prueba de ciclismo BMX (bicycle motocross) en la modalidad park freestyle (parque estilo libre). Torres nació en Bolivia (Santa Cruz de la Sierra) y se radicó en Córdoba a los once años, nacionalizándose argentino. Como entrenador se desempeñó Maximiliano Benadía.
La fase preliminar se disputó el día anterior en el estadio abierto La Concorde 2, instalada en Place de la Concorde. Torres Gil logró clasificarse a la final en séptimo lugar con un promedio de 86.24 (87.08 y 86.66).
En la final compitieron nueve ciclistas, que debían realizar dos pasadas, tomándose como puntuación la mejor de las dos. A Torres Gil le tocó pasar en el tercer turno, realizando una extraordinaria actuación, que incluyó arriesgados "transfers" con trucos y buenas alturas, que fue calificada con 94.82 puntos, puntuación que superaba por un margen considerable los 93.30 puntos con los que el australiano Logan Martin había ganado la medalla de oro en Tokio 2020, y que constituía virtualmente un nuevo récord olímpico.
Faltaban aún competir otros seis ciclistas en la primera pasada y toda la segunda pasada. Torres Gil llegaba a esta competencia ubicado en el 13.º lugar del ranking mundial. Lo superaban en el ranking varios de los otros finalistas, especialmente el francés Anthony Jeanjean, que lideraba con amplitud el ranking mundial, así como el británico Kieran Reilly y el australiano y oro en Tokio 2020 Logan Martin, segundo y tercero, respectivamente, en el ranking mundial.
Al finalizar la primera pasada ningún competidor logró superar la marca del argentino. El que más cerca quedó fue Reilly, con un muy destacado 93.70; por su parte, el favorito Jeanjean se cayó y el campeón vigente, Logan Martin, no logró una buena puntuación.
En la segunda pasada Torres Gil no logró superar su primera marca, aunque de todos modos puntuó un destacado 92.12. Reilly volvió a realizar una notable pasada y mejoró levemente su excelente marca inicial al recibir 93.91, pero aun así quedó debajo del argentino. También Jeanjean completó un extraordinario desempeño y sumó 93.76, que aun así no se acercaron al récord marcado en la primera pasada por José Torres Gil, quién ganó así la medalla de oro, la número 14 obtenida por el ciclismo argentino en su historia y la primera en la modalidad BMX.
Los especialistas destacaron las alturas alcanzadas por "Maligno" en la presentación que le dio la victoria y en especial los "transfers" (saltos entre plataformas) con trucos de alta dificultad. Al finalizar la prueba su entrenador, Maximiliano Benadía,  explicó las claves del desempeño que le dio el triunfo:

Maligno hizo la diferencia en las transferencias, cuando se transfiere de una rampa a otra, que no muchos hicieron eso. A eso le sumó altura y le sumó dificultad. También hizo la diferencia en los ingresos a la rampa, él es demasiado prolijo. Los jueces evalúan en conjunto la altura, la dificultad, el ingreso a la rampa y cómo terminás tu minuto, porque no podés terminarlo antes; tenés que terminar tu minuto arriba de la bicicleta. Y el obtener un puntaje tan alto en su primera carrera, trabaja con la psicológica del otro oponente, porque ya salieron todos sabiendo que tenían que darlo todo para poder superar ese puntaje. Ese puntaje de 94 es muy alto en esta disciplina. Es difícil de superarlo. Todas las competencias salen con puntaje 93, 94, pero no mucho más de eso. Por eso, psicológicamente pasó que los otros riders empezaron a caerse, a no poder completar su línea y demás. Lo terminó beneficiando salir entre los primeros y que su primera vuelta fuera tan exitosa.

| BMX Park estilo libre masculino | BMX Park estilo libre masculino | BMX Park estilo libre masculino | BMX Park estilo libre masculino | BMX Park estilo libre masculino | BMX Park estilo libre masculino |
|                                 | País                            | Atleta                          | Puntos                          |                                 | Récord                          |
| ------------------------------- | ------------------------------- | ------------------------------- | ------------------------------- | ------------------------------- | ------------------------------- |
| 1                               | Argentina                       | José Torres Gil                 | 94.82                           |                                 | RO                              |
| 2                               | Reino Unido                     | Kieran Reilly                   | 93.91                           |                                 |                                 |
| 3                               | Francia                         | Anthony Jeanjean                | 93.76                           |                                 |                                 |

## Medalla de plata en vela (multicasco mixto)

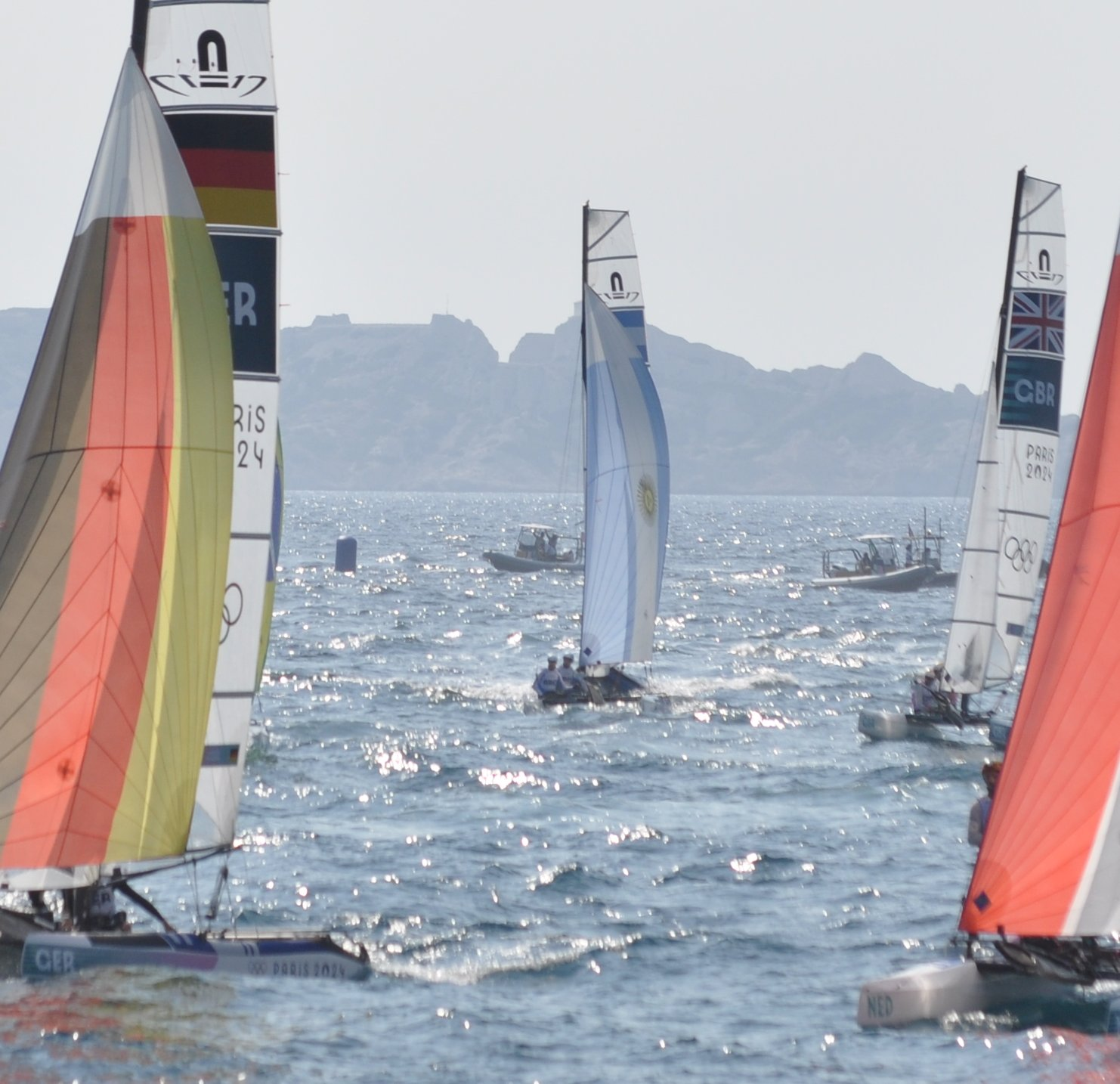
Majdalani y Bosco en su Nacra 17 corriendo la medal race en la obtuvieron la medalla de plata.

El 8 de agosto Mateo Majdalani (30 años) como timonel y Eugenia Bosco (27 años) como tripulante, obtuvieron la medalla de plata en vela, tripulando un Nacra 17 en la prueba multicasco mixto, uno de los pocos eventos deportivos olímpicos en los que compiten conjuntamente hombres y mujeres.
En la prueba compitieron 19 embarcaciones de igual cantidad de países. Majdalani-Bosco llegaron como octavos en el ranking mundial de la ISAF, con el mejor antecedente de haber salido cuartos en el campeonato mundial de Nacra 17 realizado en mayo de 2024. Las duplas favoritas para el oro eran la italiana (Tita-Banti) y la británica (Gimson-Burnet), campeona del mundo y primera en el ranking mundial respectivamente.
La competencia fue diseñada para realizarse en tres días, mediante doce regatas generales y una regata final (medal race) a la que clasifican las diez embarcaciones con mejor puntaje. El puntaje por regata es igual a la ubicación en que llega cada embarcación, descartándose la peor ubicación, con puntaje doble en la medal race.
La primera serie de cuatro regatas se realizó el 3 de agosto. El equipo argentino sorprendió en la regata inicial llegando en la 2.ª posición, detrás de la dupla italiana favorita, resultado que se repitió en la segunda regata. En la tercera y cuarta regatas, la embarcación argentina llegó en 5.ª y 10.ª posición, pero manteniendo la segunda posición con 9 puntos en la general, detrás de Italia -que ya se mostraba dominante con tres primeros lugares y un segundo-, y seguidos de cerca por Nueva Zelanda (10) y Finlandia (11). Detrás se ubicaron Reino Unido (13), Francia (17), Alemania (18), España (18), Países Bajos (20), Suecia (31), Brasil (32), China (33), Australia (35), Estados Unidos (40), Austria (41), Bélgica (46), Turquía (49) y Japón (51).
En el segundo día, Majdalani-Bosco finalizaron en 6.ª posición en la quinta y sexta regatas, 3.ª posición en la séptima y 2.ª posición en la octava regata, manteniendo regularidad pero quedando terceros en la clasificación general con 26 puntos, al ser superados por Nueva Zelanda (21), mientras Italia (8) ampliaba su ventaja con tres nuevas victorias. Detrás se ubicaron Reino Unido (34), Francia (37), Finlandia (41), Alemania (44), Países Bajos (49) España (59) y Brasil (67) en décimo lugar, con el resto de las embarcaciones muy retrasadas en la general.
El tercer día se corrieron las últimas cuatro regatas generales pero, por falta de viento no se pudo correr la medal race, que fue postergada para el día siguiente. Argentina tuvo un desempeño sobresaliente en las regatas novena, décima y decimoprimera, con un primer lugar y dos segundos lugares, recuperando el segundo lugar en la general y recortando mucho la distancia con la pareja italiana, abriendo la posibilidad de disputar la medalla de oro, en las dos últimas regatas. Pero un 12.º lugar en la regata doce volvió a alejar a la Argentina de Italia (27) al dejarla con 41 puntos, mientras que Nueva Zelanda y Reino Unido se acercaban, pisándole los talones con 47 puntos. El resto ya no tenía posibilidades de medalla.
Para enfrentar la medal race (con puntuación doble), Italia debía evitar quedar por detrás del sexto lugar para asegurar el oro, mientras que Argentina debía controlar que ni Nueva Zelanda ni Reino Unido la superaran por más de dos posiciones. El inicio fue dramático porque Argentina y Reino Unido largaron antes de tiempo. Ante esa situación los británicos quedarían descalificados perdiendo toda chance de disputar medalla, mientras que los argentinos evitaron la descalificación tomando de inmediato la decisión de volver atrás y largar nuevamente, pero quedando retrasados en anteúltimo lugar, en tanto que Nueva Zelanda largó en primer lugar 24 segundos por delante. Con los británicos fuera de carrera, Argentina y Nueva Zelanda se disputaban la medalla de plata. Pero ya en la primera de las cuatro piernas (secciones) los argentinos habían logrado superar a los neozelandeses y desde entonces controlaron la posición relativa, para finalizar en 7.ª posición, por delante de sus competidores inmediatos, ganando así la medalla de plata.
| Vela Clase multicasco (Nacra 17) mixto Puntajes por regata y final | Vela Clase multicasco (Nacra 17) mixto Puntajes por regata y final | Vela Clase multicasco (Nacra 17) mixto Puntajes por regata y final | Vela Clase multicasco (Nacra 17) mixto Puntajes por regata y final | Vela Clase multicasco (Nacra 17) mixto Puntajes por regata y final | Vela Clase multicasco (Nacra 17) mixto Puntajes por regata y final | Vela Clase multicasco (Nacra 17) mixto Puntajes por regata y final | Vela Clase multicasco (Nacra 17) mixto Puntajes por regata y final | Vela Clase multicasco (Nacra 17) mixto Puntajes por regata y final | Vela Clase multicasco (Nacra 17) mixto Puntajes por regata y final | Vela Clase multicasco (Nacra 17) mixto Puntajes por regata y final | Vela Clase multicasco (Nacra 17) mixto Puntajes por regata y final | Vela Clase multicasco (Nacra 17) mixto Puntajes por regata y final | Vela Clase multicasco (Nacra 17) mixto Puntajes por regata y final | Vela Clase multicasco (Nacra 17) mixto Puntajes por regata y final | Vela Clase multicasco (Nacra 17) mixto Puntajes por regata y final |
| --- | ------------------------------------------------------------------ | ------------------------------------------------------------------ | ------------------------------------------------------------------ | ------------------------------------------------------------------ | ------------------------------------------------------------------ | ------------------------------------------------------------------ | ------------------------------------------------------------------ | ------------------------------------------------------------------ | ------------------------------------------------------------------ | ------------------------------------------------------------------ | ------------------------------------------------------------------ | ------------------------------------------------------------------ | ------------------------------------------------------------------ | ------------------------------------------------------------------ | ------------------------------------------------------------------ |
| | Países                                                             | Regatas                                                            | Regatas                                                            | Regatas                                                            | Regatas                                                            | Regatas                                                            | Regatas                                                            | Regatas                                                            | Regatas                                                            | Regatas                                                            | Regatas                                                            | Regatas                                                            | Regatas                                                            | Regatas                                                            | FINAL                                                              |
| 1 | Países                                                             | 2                                                                  | 3                                                                  | 4                                                                  | 5                                                                  | 6                                                                  | 7                                                                  | 8                                                                  | 9                                                                  | 10                                                                 | 11                                                                 | 12                                                                 | MR                                                                 |                                                                    | FINAL                                                              |
| Medalla de oro | Italia                                                             | 1                                                                  | 1                                                                  | 2                                                                  | 1                                                                  | 1                                                                  | 1                                                                  | 1                                                                  | 6                                                                  | 6                                                                  | X20                                                                | 5                                                                  | 2                                                                  | 4                                                                  | 31                                                                 |
| Medalla de plata | Argentina Mateo Majdalani-Eugenia Bosco                            | 2                                                                  | 2                                                                  | 5                                                                  | 10                                                                 | 6                                                                  | 6                                                                  | 3                                                                  | 2                                                                  | 2                                                                  | 1                                                                  | 2                                                                  | 12                                                                 | 14                                                                 | 55                                                                 |
| Medalla de bronce | Nueva Zelanda                                                      | 5                                                                  | 3                                                                  | 7                                                                  | 2                                                                  | 2                                                                  | 3                                                                  | 2                                                                  | 4                                                                  | 9                                                                  | 17                                                                 | 3                                                                  | 7                                                                  | 16                                                                 | 63                                                                 |
| 4 | Reino Unido                                                        | 8                                                                  | 4                                                                  | 6                                                                  | 3                                                                  | 4                                                                  | 9                                                                  | 4                                                                  | 5                                                                  | 4                                                                  | 5                                                                  | 1                                                                  | 3                                                                  | X22                                                                | 69                                                                 |
| 5 | Francia                                                            | 6                                                                  | 6                                                                  | 8                                                                  | 5                                                                  | 7                                                                  | 4                                                                  | X20                                                                | 1                                                                  | 12                                                                 | 4                                                                  | 4                                                                  | 15                                                                 | 2                                                                  | 74                                                                 |
| 6 | Países Bajos                                                       | 4                                                                  | X20                                                                | 9                                                                  | 7                                                                  | 8                                                                  | 8                                                                  | 6                                                                  | 7                                                                  | 22                                                                 | 2                                                                  | 11                                                                 | 5                                                                  | 8                                                                  | 78                                                                 |
| 7 | Finlandia                                                          | 3                                                                  | 7                                                                  | 4                                                                  | 4                                                                  | 11                                                                 | 5                                                                  | 7                                                                  | 11                                                                 | 11                                                                 | 12                                                                 | 15                                                                 | 4                                                                  | 18                                                                 | 97                                                                 |
| 8 | Alemania                                                           | 18                                                                 | 9                                                                  | 3                                                                  | 6                                                                  | 3                                                                  | 2                                                                  | 13                                                                 | 8                                                                  | 5                                                                  | 14                                                                 | 17                                                                 | 10                                                                 | 10                                                                 | 100                                                                |
| 9 | Brasil                                                             | 14                                                                 | 10                                                                 | 11                                                                 | 11                                                                 | 5                                                                  | 11                                                                 | 5                                                                  | 14                                                                 | 7                                                                  | 8                                                                  | 13                                                                 | 14                                                                 | 6                                                                  | 115                                                                |
| 10 | Suecia                                                             | 13                                                                 | 18                                                                 | 10                                                                 | 8                                                                  | 9                                                                  | 14                                                                 | 16                                                                 | 13                                                                 | 1                                                                  | 7                                                                  | 6                                                                  | 9                                                                  | 12                                                                 | 118                                                                |
| Fuente: Página Oficial París 2024.* En cada regata el puntaje es igual a la posición, excepto la Medal Race (MR), en la que el puntaje es el doble. Se descarta la peor regata, salvo la medal race. La letra "X" refiere descalificación o no finalización de la regata. No clasificaron para la medal race España, Dinamarca, Australia, China, Austria, Estados Unidos, Japón, Turquía y Bélgica. |                                                                    |                                                                    |                                                                    |                                                                    |                                                                    |                                                                    |                                                                    |                                                                    |                                                                    |                                                                    |                                                                    |                                                                    |                                                                    |                                                                    |                                                                    |

## Medalla de bronce en hockey sobre césped

Las delegaciones de mujeres y varones argentinas de hockey en París 2024.

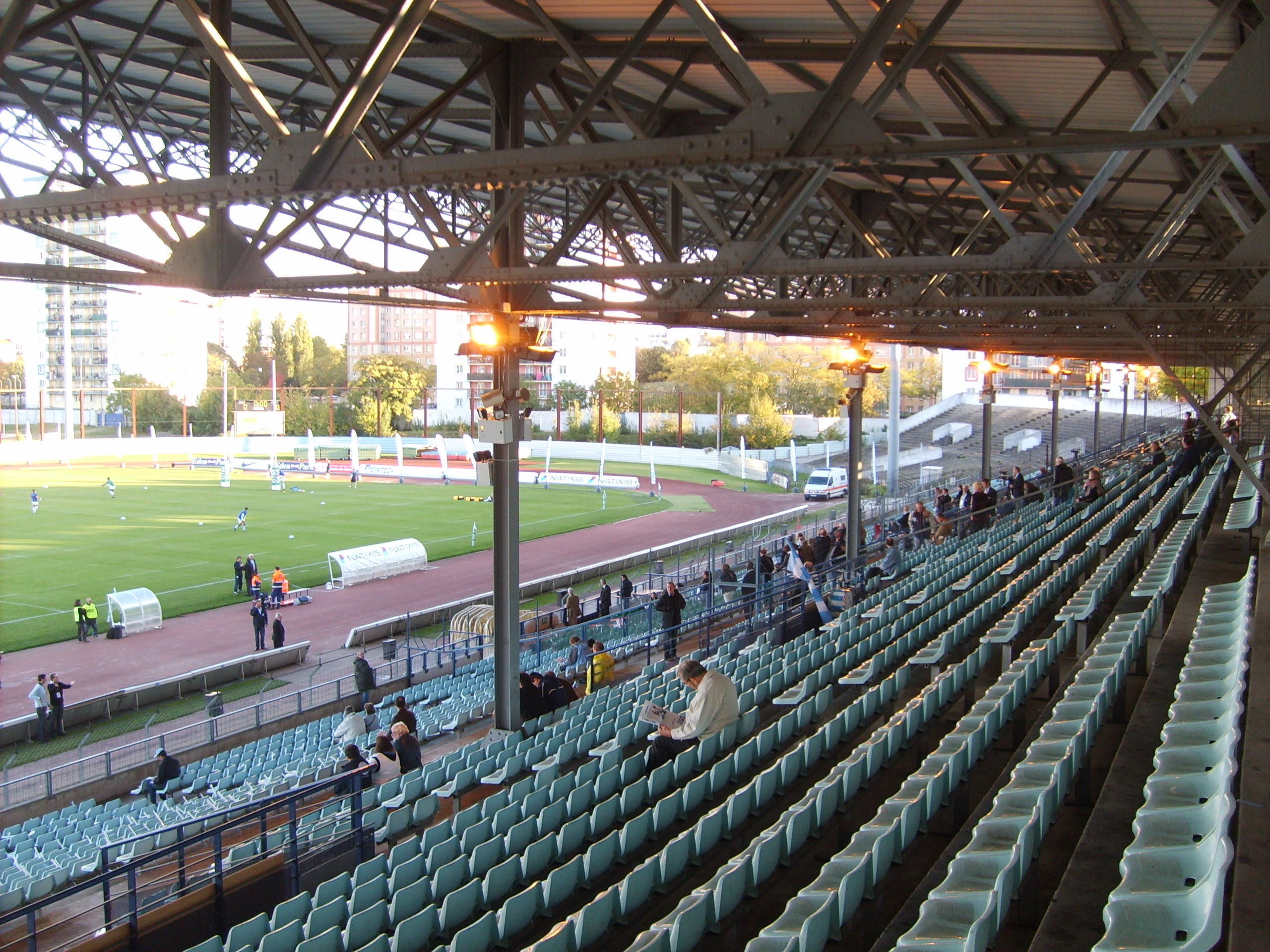
Estadio Yves-du-Manoir en Colombes donde Las Leonas obtuvieron la medalla de bronce.

El 9 de agosto, en el histórico estadio Yves-du-Manoir en Colombes, la Selección femenina de hockey sobre césped obtuvo la medalla de bronce. Fue la sexta medalla obtenida por las Leonas en los últimos siete Juegos Olímpicos.
El formato del torneo se diseñó con dos grupos de seis equipos dentro de los cuales debían jugar todos contra todos. Los cuatro primeros de cada grupo clasifican a la etapa eliminatoria en cuartos de final, enfrentándose el primero de cada grupo contra en último del otro y los segundos contra los terceros. Argentina llegaba segunda en el ranking mundial, detrás de Países Bajos y delante de Alemania, Australia, Bélgica y Reino Unido.
Las Leonas integraron el Grupo B con otros cinco equipos y debutaron el 27 de julio ganando 4-1 en el debut ante Estados Unidos, con goles de Rocío Sánchez Moccia, Agustina Gorzelany, Julieta Jankunas y Zoe Díaz.
El 29 de julio vencieron a Sudáfrica 4-2, luego de estar en desventaja dos veces, definiendo el partido en el último cuarto, con tres goles en cuatro minutos. Agustina Gorzelany convirtió tres goles y el restante lo marcó Jankunas.
El 31 de julio enfrentaron a España, séptima en el ranking mundial. Argentina se puso en ventaja con un gol temprano de Gorzelany a los 6', y volvió a aumentar a los 21' con un gol de Eugenia Trinchinetti. España descontó al comenzar el tercer cuarto y presionó en el último cuarto, cuando llegó a tener dos jugadoras más que Argentina, debido a sendas tarjetas amarillas. Con las tres victorias Las Leonas garantizaron la clasificación a cuartos, pero quedaban aún Australia -quinta en el ranking mundial-, y Reino Unido -sexta en el ranking mundial.
El 1 de agosto Argentina enfrentó a Australia, en un partido de gran importancia para definir el lado de la llave en las eliminatorias con el fin de evitar hasta la final a Países Bajos, dominante histórica en la modalidad femenina del hockey sobre césped y gran candidata al oro. En el historial olímpico Australia había vencido en cinco de las seis veces que se enfrentaron y el restante encuentro fue empate. En un partido emocionante Argentina se puso en ventaja 2-0 a los 10', con dos goles sucesivos en menos de un minuto, de Lara Casas y Victoria Sauze. Pero Australia se recuperó en el tercer cuarto y empató el partido 2-2. En el cuarto cuarto Argentina volvió a ponerse en ventaja 3-2, con gol de su goleadora Agustina Gorzelany, pero cuando el tiempo estaba cumplido Australia empató con un córner corto.
El 3 de agosto se jugó la última fecha de la etapa de grupos. Argentina, con la clasificación asegurada, debía ganarle a Reino Unido y mejorar la diferencia de gol para superar a Australia en el primer lugar del grupo. Las argentinas vencieron con solvencia 3-0 a las británicas, pero no lograron la diferencia de gol necesaria para clasificar primeras. Los goles los marcaron Valentina Raposo (34'), Agustina Albertario (35') y Zoe Díaz (55').
En la etapa eliminatoria, Argentina, segunda del mundo, debía enfrentar en cuartos de final a Alemania, tercera del mundo. En un partido muy estudiado, ninguno de los equipos logró marcar goles hasta que, tres minutos antes de terminar el partido, cuando parecía que tenía que definirse por penales, un contraataque alemán termina en penal que es inmediatamente convertido por las europeas. 1-0 y Las Leonas quedaban fuera de la lucha por las medallas. Con apenas tres minutos restantes el equipo argentino sacó a la arquera para sumar una jugadora de campo. Argentina arrinconó a Alemania y un minuto después, una entrada al área de Albertario por izquierda encontró el pie de una alemana: córner corto y gol de Julieta Jankunas. El partido se definió por penales australianos con una actuación sobresaliente de la arquera Cristina "la China" Cosentino que logró impedir que Alemania convirtiera en gol todos sus penales; las jugadoras argentinas (Jankunas y Díaz) convirtieron dos de los tres penales ejecutados y Argentina logró la clasificación a semifinales.
La semifinal fue contra la poderosa selección de Países Bajos, primera en el ranking mundial, medalla de oro en tres de los cuatro juegos olímpicos anteriores (la restante fue de plata) y campeona del mundo. Las Leonas no pudieron contrarrestar el poderío neerlandés que terminó imponiéndose por 3-0, en el único partido que perdieron las argentinas.
El partido por la medalla de bronce fue contra Bélgica, cuarta en el ranking mundial y subcampeona europea 2023. El partido reflejó una primacía argentina, pero fue Bélgica la primera en anotar con un córner corto a los 8'. En el segundo cuarto Argentina empató y pasó al frente con dos goles por medio de Gorzelany (22') y Albertario (27'), pero Bélgica logró inmediatamente poner el partido 2-2, segundos después. En la segunda parte Argentina tuvo algunas chances claras, pero los equipos no lograron marcar goles. En los penales australianos de desempate volvió a destacarse la arquera argentina Cristina Cosentino, "la China", que solo permitió que Bélgica marcara un gol de los cuatro que ejecutó, mientras que las jugadoras argentinas Casas, Díaz y Sofía Cairo convirtieron tres de las cuatro ejecuciones argentinas. El tiempo reglamentario finalizó así 2-2 y los penales 3-1 a favor de Argentina.
Con esta medalla, el hockey sobre césped argentino obtuvo la séptima medalla lograda en los últimos seis Juegos Olímpicos: seis aportadas por el equipo femenino (tres de plata en Sídney 2000, Londres 2012 y Tokio 2020; tres de bronce en Atenas 2004, Pekín 2008 y París 2024) y una aportada por el hockey masculino (oro en Río de Janeiro 2016).
La selección argentina estuvo integrada por las siguientes jugadoras: Sofía Toccalino, Agustina Gorzelany, Valentina Raposo, Agostina Alonso, Agustina Albertario, María José Granatto, Cristina Cosentino, Rocío Sánchez Moccia, Victoria Sauze, Sofía Cairo, Eugenia Trinchinetti, Lara Casas, Juana Castellaro, Pilar Campoy, Julieta Jankunas, Zoe Díaz. El entrenador fue Fernando Ferrara. Agustina Gorzelany, con seis goles, fue la goleadora del equipo y se transformó en la mayor goleadora de la selección argentina en una misma edición de los juegos olímpicos, superando los cinco goles que convirtieron Vanina Oneto en Sídney 2000 y Alejandra Gulla en Pekín 2008. Zoe Díaz se convirtió en la medallista más joven en la historia olímpica de Argentina.
| Hockey sobre césped femenino | Hockey sobre césped femenino | Hockey sobre césped femenino |
|                              | País                         |                              |
| ---------------------------- | ---------------------------- | ---------------------------- |
| 1                            | Países Bajos                 |                              |
| 2                            | China                        |                              |
| 3                            | Argentina                    |                              |

## Medallas olímpicas
| Nombre | Deporte                   | Evento           | Medalla | Fecha       |
| --- | ------------------------- | ---------------- | ------- | ----------- |
| José Torres Gil | Ciclismo BMX estilo libre | Park masculino   | Oro     | 31 de julio |
| Mateo Majdalani Eugenia Bosco | Vela                      | Multicasco mixto | Plata   | 8 de agosto |
| Selección femenina de hockey sobre césped de ArgentinaSofía Toccalino, Agustina Gorzelany, Valentina Raposo, Agostina Alonso, Agustina Albertario, María José Granatto, Cristina Cosentino, Rocío Sánchez Moccia, Victoria Sauze, Sofía Cairo, Eugenia Trinchinetti, Lara Casas, Juana Castellaro, Pilar Campoy, Julieta Jankunas y Zoe Díaz. | Hockey sobre césped       | Torneo femenino  | Bronce  | 9 de agosto |

## Diplomas olímpicos
| Nombre                                     | Deporte             | Deportistas | Evento                        | Fecha        |
| ------------------------------------------ | ------------------- | ----------- | ----------------------------- | ------------ |
| 4.ª posición                               |                     |             |                               |              |
| Agustín Vernice                            | Canotaje            | 1           | K1 1000 m masculino           | 10 de agosto |
| 7.ª posición                               |                     |             |                               |              |
| Selección masculina de rugby 7             | Rugby 7             | 12          | Rugby 7 masculino             | 27 de julio  |
| Selección de fútbol sub-23                 | Fútbol              | 18          | Fútbol masculino              | 2 de agosto  |
| 8.ª posición                               |                     |             |                               |              |
| Julián Gutiérrez                           | Tiro                | 1           | 10m rifle de aire             | 29 de julio  |
| Matías Dell Olio                           | Skateboarding       | 1           | Street masculino              | 29 de julio  |
| Selección masculina de hockey sobre césped | Hockey sobre césped | 16          | Hockey sobre césped masculino | 4 de agosto  |
| Totales                                    |                     |             |                               |              |
| Totales                                    | 6                   | 49          |                               |              |

## Eventos clasificados

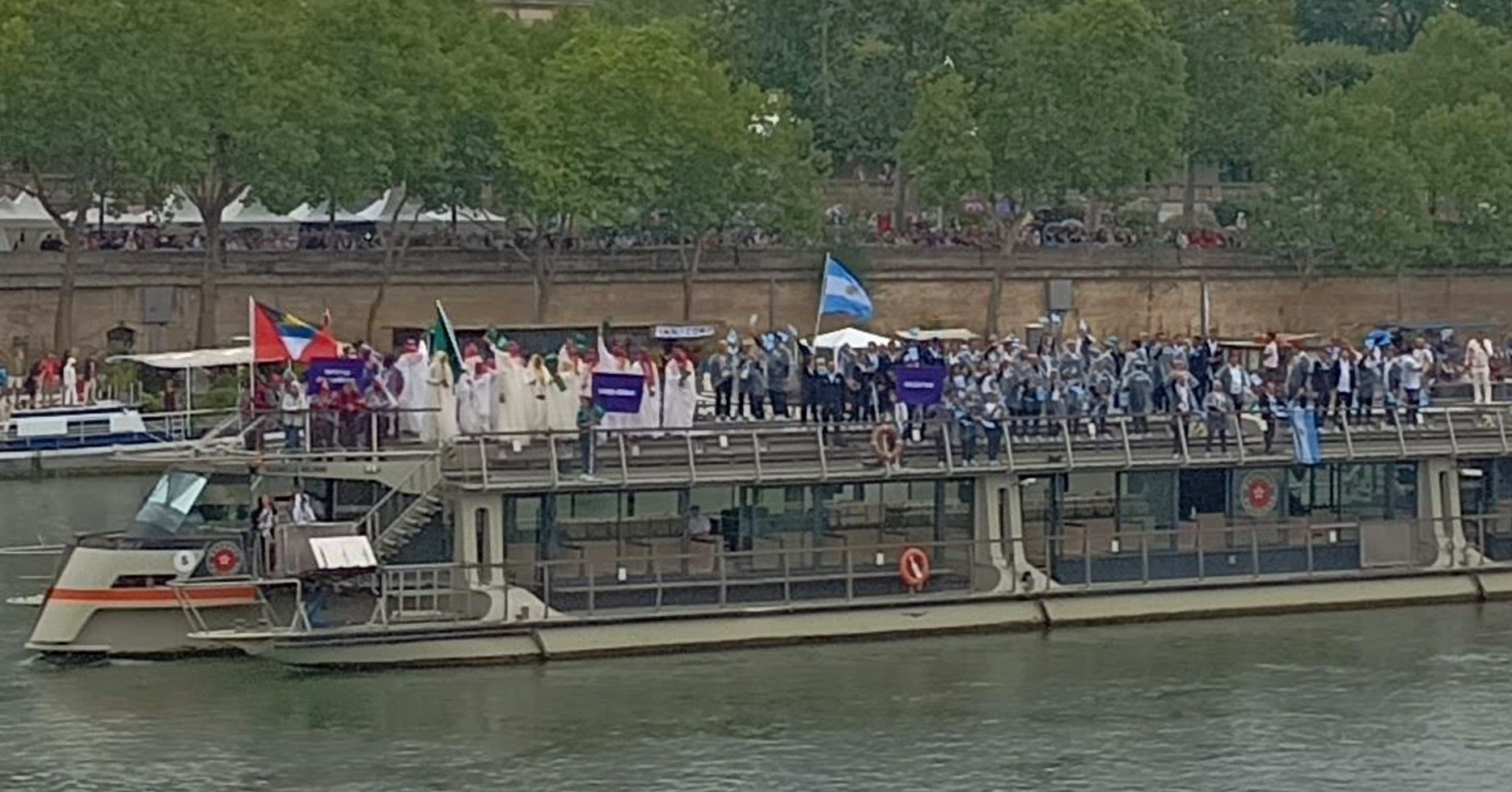
La delegación argentina en la ceremonia inicial desfilando por el río Sena.

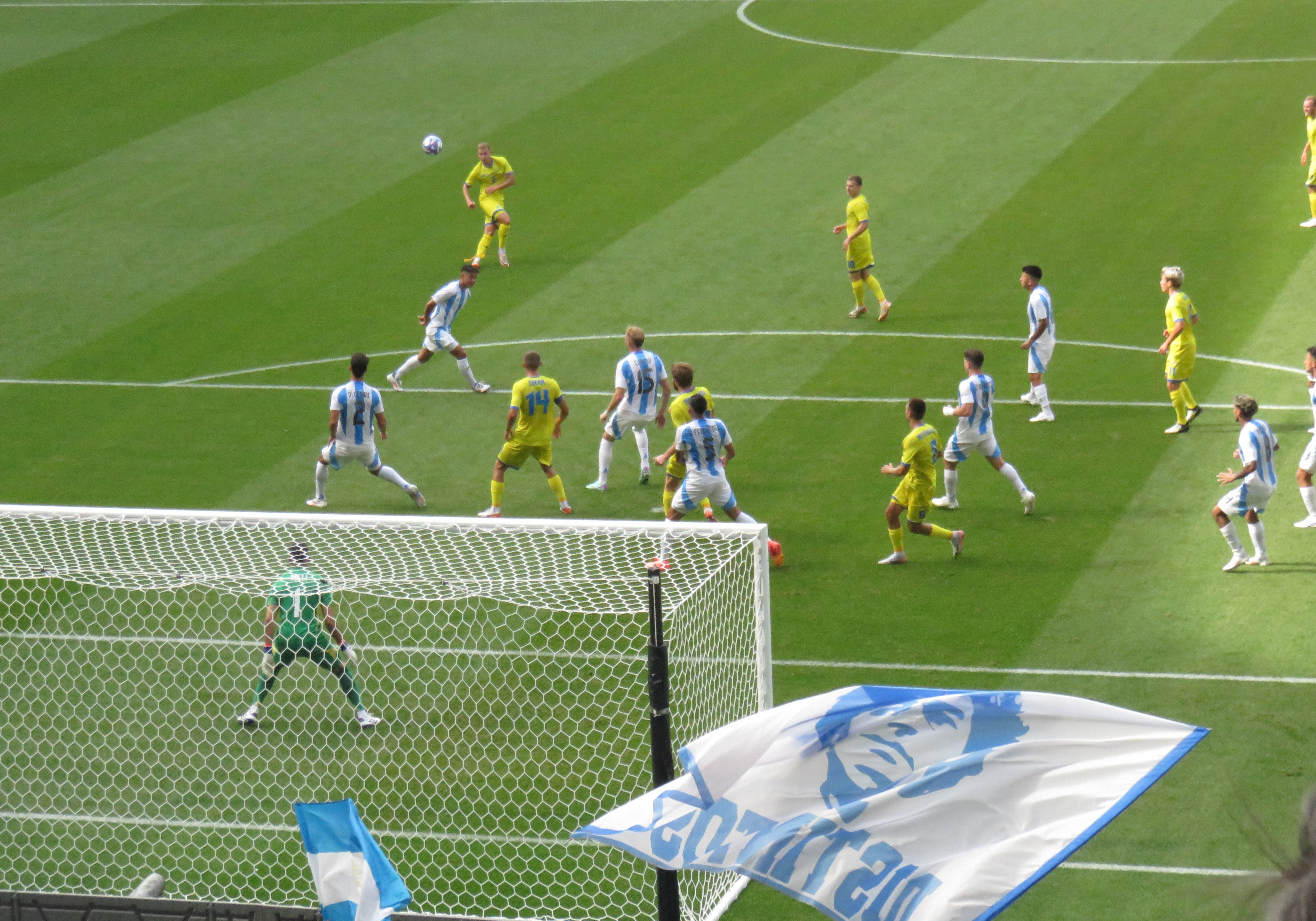
Argentina contra Ucrania en fútbol sub-23.

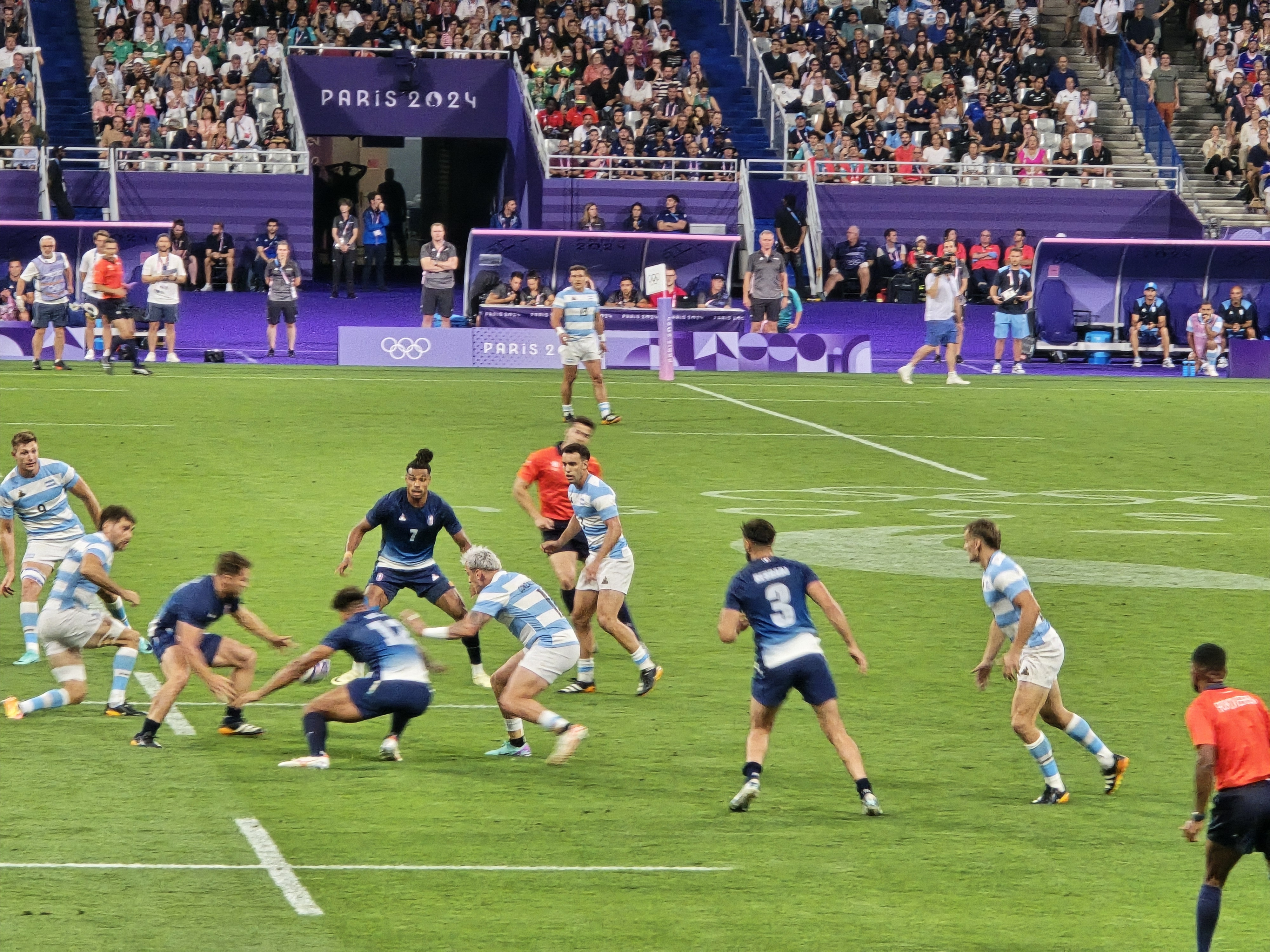
Los Pumas 7 disputando cuartos de final con Francia.

| Deporte                   | Evento                              | Deportista(s) | Fase alcanzada                | Clasif. | Ref.                 |
| ------------------------- | ----------------------------------- | --- | ----------------------------- | ------- | -------------------- |
| Atletismo                 | Maratón femenino                    | Florencia Borelli | Evento único                  | 21      | [ 30 ]               |
| Atletismo                 | Maratón femenino                    | Daiana Ocampo | Evento único                  | 41      | [ 31 ]               |
| Atletismo                 | 400 metros masculino                | Elián Larregina | Semifinales                   | 17      | [ 32 ]               |
| Atletismo                 | 3000 metros con obstáculos femenino | Belén Casetta | Primera ronda                 | 34      | [ 33 ] [ 34 ] [ 35 ] |
| Atletismo                 | Lanzamiento de bala masculino       | Nazareno Sasia | Clasificación                 | 23      | [ 34 ] [ 35 ]        |
| Atletismo                 | Lanzamiento de martillo masculino   | Joaquín Gómez | Clasificación                 | 23      | [ 34 ] [ 35 ]        |
| Balonmano                 | Torneo masculino                    | Selección de handball de ArgentinaFederico Fernández, Federico Pizarro, Nicolás Bono, Diego Simonet, Ignacio Pizarro, Pablo Simonet, Lucas Moscariello, Andrés Moyano, Guillermo Fischer, Pedro Martínez Cami, Gastón Mouriño, James Parker, Leonel Maciel, Nicolás Bonanno, Juan Bar y Pablo Vainstein.                                      | Fase de grupos                | 12      | [ 36 ]               |
| Canotaje esprint          | K1 1000 metros masculino            | Agustín Vernice | Final A                       | 4       | [ 37 ]               |
| Canotaje esprint          | K1 500 metros femenino              | Brenda Rojas | Final C                       | 20      | [ 38 ]               |
| Ciclismo BMX carrera      | Torneo masculino                    | Gonzalo Molina | Last chance                   | 18      | [ 39 ]               |
| Ciclismo BMX estilo libre | Park masculino                      | José Torres Gil | Final                         | 1       | [ 40 ]               |
| Ciclismo en ruta          | Carrera en ruta masculina           | Eduardo Sepúlveda | Evento único                  | 54      | [ 41 ]               |
| Equitación                | Saltos individual                   | José María Larocca | Final                         | 25      | [ 42 ]               |
| Esgrima                   | Sable individual masculino          | Pascual Di Tella | Dieciseisavos de final        | 31      | [ 43 ]               |
| Fútbol                    | Torneo masculino                    | Selección de fútbol sub-23 de ArgentinaGerónimo Rulli, Marco Di Cesare, Julio Soler, Joaquín García, Ezequiel Fernández, Bruno Amione, Kevin Zenón, Cristian Medina, Julián Alvarez, Thiago Almada, Claudio Echeverri, Leandro Brey, Gonzalo Luján, Santiago Hezze, Luciano Gondou, Nicolás Otamendi, Giuliano Simeone y Lucas Beltrán.       | Cuartos de final              | 7       | [ 44 ]               |
| Golf                      | Torneo masculino                    | Emiliano Grillo | Evento único                  | 43      | [ 45 ] [ 46 ]        |
| Golf                      | Torneo masculino                    | Alejandro Tosti | Evento único                  | 18      | [ 45 ] [ 46 ]        |
| Hockey sobre césped       | Torneo masculino                    | Selección masculina de hockey sobre césped de ArgentinaTomás Santiago, Nicolás Keenan, Tobías Martins, Maico Casella, Nicolás Della Torre, Lucas Toscani, Santiago Tarazona, Federico Monja, Tomás Domene, Matías Rey, Lucas Martínez, Agustín Mazzilli, Tadeo Marcucci, Thomas Habif, Agustín Bugallo, Bautista Capurro e Iñaki Minadeo.     | Cuartos de final              | 8       | [ 47 ]               |
| Hockey sobre césped       | Torneo femenino                     | Selección femenina de hockey sobre césped de ArgentinaSofía Toccalino, Agustina Gorzelany, Valentina Raposo, Agostina Alonso, Agustina Albertario, María José Granatto, Cristina Cosentino, Rocío Sánchez Moccia, Victoria Sauze, Sofía Cairo, Eugenia Trinchinetti, Lara Casas, Juana Castellaro, Pilar Campoy, Julieta Jankunas y Zoe Díaz. | Partido por el tercer puesto  | 3       | [ 48 ]               |
| Judo                      | –52 kg femenino                     | Sofía Fiora | Dieciseisavos de final        | 17      | [ 49 ]               |
| Natación                  | 100 m pecho femenino                | Macarena Ceballos | Semifinales                   | 15      | [ 50 ]               |
| Natación                  | 200 m pecho femenino                | Macarena Ceballos | Eliminatorias                 | 18      |                      |
| Natación                  | 100 m espalda masculino             | Ulises Saravia | Eliminatorias                 | 35      | [ 51 ]               |
| Natación                  | 400 m libre femenino                | Agostina Hein | Eliminatorias                 | 18      | [ 52 ]               |
| Natación                  | 800 m libre femenino                | Agostina Hein | Eliminatorias                 | 14      | [ 52 ]               |
| Pentatlón moderno         | Torneo masculino                    | Franco Serrano | Semifinales                   | 28      | [ 53 ]               |
| Remo                      | Doble scull ligero femenino         | Sonia Baluzzo y Evelyn Silvestro | Final B                       | 12      | [ 54 ] [ 55 ]        |
| Remo                      | Doble scull ligero masculino        | Alejandro Colomino y Pedro Dickson | Final B                       | 12      | [ 54 ] [ 55 ]        |
| Rugby 7                   | Torneo masculino                    | Selección masculina de rugby 7 de ArgentinaJoaquín Pellandini, Tomás Elizalde, Matteo Graziano, Agustín Fraga, Santiago Álvarez Fourcade, Tobías Wade, Gastón Revol, Matías Osadczuk, Luciano González Rizzoni, Marcos Moneta, Rodrigo Isgró y Santiago Vera Feld.                                                                            | Partido por el séptimo puesto | 7       | [ 56 ]               |
| Skateboarding             | Street masculino                    | Matías Dell Olio | Final                         | 8       | [ 57 ]               |
| Skateboarding             | Street masculino                    | Mauro Iglesias | Eliminatoria previa           | 10      | [ 57 ] [ 58 ]        |
| Taekwondo                 | –58 kg masculino                    | Lucas Guzmán | Octavos de final              | 11      | [ 59 ]               |
| Tenis                     | Individual masculino                | Sebastián Báez | Tercera Ronda                 | 9       | [ 60 ]               |
| Tenis                     | Individual masculino                | Francisco Cerúndolo | Tercera Ronda                 | 9       | [ 60 ]               |
| Tenis                     | Individual masculino                | Tomás Etcheverry | Segunda ronda                 | 17      | [ 61 ]               |
| Tenis                     | Individual masculino                | Mariano Navone | Segunda ronda                 | 17      | [ 60 ]               |
| Tenis                     | Individual femenino                 | Nadia Podoroska | Primera ronda                 | 33      | [ 60 ]               |
| Tenis                     | Individual femenino                 | Lourdes Carlé | Segunda ronda                 | 17      | [ 60 ] [ 62 ]        |
| Tenis                     | Dobles masculino                    | Tomás Etcheverry y Mariano Navone | Primera ronda                 | 17      |                      |
| Tenis                     | Dobles masculino                    | Máximo González y Andrés Molteni | Primera ronda                 | 17      | [ 60 ] [ 63 ]        |
| Tenis                     | Dobles femenino                     | Lourdes Carlé y Nadia Podoroska | Segunda ronda                 | 9       | [ 60 ] [ 64 ]        |
| Tenis                     | Dobles mixto                        | Máximo González y Nadia Podoroska | Primera ronda                 | 9       |                      |
| Tenis de mesa             | Individual masculino                | Santiago Lorenzo | Treintaidosavos de final      | 33      | [ 65 ]               |
| Tiro                      | 10 metros rifle de aire masculino   | Julián Gutiérrez | Final                         | 8       | [ 66 ]               |
| Tiro                      | 10 metros rifle de aire femenino    | Fernanda Russo | Clasificación                 | 30      | [ 67 ]               |
| Tiro                      | 10 metros rifle de aire mixto       | Julián Gutiérrez y Fernanda Russo | Clasificación                 | 19      |                      |
| Tiro                      | Skeet masculino                     | Federico Gil | Clasificación                 | 27      | [ 68 ]               |
| Tiro con arco             | Individual masculino                | Damián Jajarabilla | Treintaidosavos de final      | 33      | [ 69 ]               |
| Triatlón                  | Individual femenino                 | Romina Biagioli | Evento único                  | 47      | [ 70 ]               |
| Vela                      | Windsurf femenino                   | Chiara Ferretti | Regatas de apertura           | 24      | [ 71 ]               |
| Vela                      | Windsurf masculino                  | Francisco Saubidet Birkner | Regatas de apertura           | 21      | [ 72 ]               |
| Vela                      | Dinghy masculino                    | Francisco Guaragna | Regatas de apertura           | 27      | [ 73 ]               |
| Vela                      | Dinghy femenino                     | Lucía Falasca | Regatas de apertura           | 11      | [ 74 ]               |
| Vela                      | Multicasco mixto                    | Eugenia Bosco y Mateo Majdalani | Medal race                    | 2       | [ 75 ]               |
| Vela                      | Kite femenino                       | Catalina Turienzo | Regatas de apertura           | 13      | [ 76 ]               |
| Voleibol                  | Torneo masculino                    | Selección masculina de voleibol de ArgentinaLuciano De Cecco, Agustín Loser, Martín Ramos, Bruno Lima, Pablo Kukartsev, Facundo Conte, Luciano Palonsky, Jan Martínez, Santiago Danani, Nicolás Zerba, Matías Sánchez, Luciano Vicentín y Ezequiel Palacios.                                                                                  | Fase de grupos                | 11      | [ 77 ]               |